# Константиновская сельская община (Херсонская область)
Константиновская сельская община (укр. Костянтинівська сільська громада) — территориальная община на Украине, в Каховском районе Херсонской области с административным центром в селе Константиновка.
Площадь территории — 259,4 км², население общины — 3 905 человек (2020 г.).
Создана в 12 декабря 2016 года путём объединения территорий населенных пунктов Антоновского, Дубовского, Константиновского и Червонополянского сельских советов Горностаевского района Херсонской области.
С марта 2022 года община находится под российской оккупацией в ходе вторжения России в Украину.

## Населенные пункты
В состав общины вошли 9 сёл: Антоновка, Братолюбовка, Дубовка, Запорожское, Зирка, Константиновка, Николаевка, Старолукьяновка и Червоная Поляна.